# Vicki Chase
Vicki Chase (Los Ángeles, California, 5 de febrero de 1985) es una actriz pornográfica estadounidense de ascendencia mexicana. Debutó como actriz porno en 2009. Ha rodado más de 750 películas.